# 延徳春
延 徳春（ヨン・ドクチュン、연덕춘、1916年2月14日 - 2004年5月11日）は、第二次世界大戦前の日本と戦後の大韓民国で活動した朝鮮半島出身のゴルフ選手。朝鮮初のプロゴルフ選手である。本貫は谷山延氏。
戦時期の日本では創氏改名により延原徳春を名乗っており、第二次世界大戦による途絶前の最後の日本オープン（1941年）の優勝者として知られる。戦後韓国でのプロゴルフの組織づくりにも関わり、「韓国プロゴルフの父」とも呼ばれる。韓国プロゴルフ協会が授与する年間最少スコア賞が「徳春賞」として記念されている。

## 生涯

### 生い立ちと戦前の活動
1916年、京畿道高陽郡纛島面（現在のソウル特別市城東区トゥクソム付近）生まれ。生家は農家であった。
1930年、生家の近所の君子里に、京城ゴルフ倶楽部の君子里コースができ、徳春とゴルフの接点ができる。徳春の親族は、君子里でマスターキャディを務めており、1932年、16歳になった徳春はその勧めでキャディのアシスタントを始める。京城ゴルフ倶楽部では日本人のプロがゴルフ指導に当たっており、会員以外にキャディにもゴルフを教えていた。こうした環境の中で徳春はゴルフが上達した。やがて京城ゴルフ倶楽部では徳春を本格的に選手として育成しようとする機運が高まった。
1934年、京城ゴルフ倶楽部は徳春を日本へのゴルフ留学に送り出した。徳春は藤沢カントリー倶楽部で中村寅吉にゴルフの指導を受ける。
1935年、関東プロゴルフ協会のプロゴルファーテストに合格。朝鮮初のプロゴルファーとなった。
徳春は京城ゴルフ倶楽部にクラブプロとして所属した。翌1936年には兄夫婦が事故死したためその子2人を引き取った。またこの年に結婚をしており、実子5人にも恵まれた。
1941年、程ヶ谷カントリー倶楽部で開かれた日本オープンゴルフ選手権競技では、浅見緑蔵、陳清水、中村寅吉、孫士鈞（のちの小野光一）らの強豪を破り優勝した。優勝カップは玄界灘を渡り、京城駅前には歓迎の人々が集まった。徳春を支援し世話し続けた富野繁一（朝鮮ゴルフ連盟常務理事）も感激の言葉を残し「ぜひ2連覇のレコードを」とも記した。しかしこの大会が、戦前最後の日本オープンとなった。翌年の1942年には日本プロゴルフ選手権大会で2位の成績を収めている。
1943年にゴルフ場は閉鎖され、徳春は職を失った。

### 戦後韓国での活動
第二次世界大戦の中でかつての君子里コースは荒廃し、戦後の韓国でゴルフが顧みられる余裕はなかった。君子里コースはアメリカ軍の支援を受けて1950年5月に復旧されるものの、間もなく朝鮮戦争が勃発した。徳春も朝鮮戦争で長子や養女を失うなど辛酸をなめた。1954年に君子里コースは復旧し、ソウルカントリークラブとして再開された。
1956年、第4回カナダカップ（ワールドカップの前身）に招聘され、パク・ミョンチュルとともに出場。
1958年6月、ソウルカントリークラブで開催された第1回韓国プロゴルフ選手権に出場し、初代優勝者となった。
以後、1963年、プロ選手の親睦団体として「プロゴルフ会」（프로골프회）を設立した。1968年には政財界の支援を取り付け、韓国プロゴルフ協会（KPGA）の設立に大きな役割を果たした。1972年には、KPGAはプロゴルファーが直接運営する組織であるべきという議論からKPGA第2代会長に就任。ゴルフ界の業務（プロ資格認定、選手の海外派遣派遣など）に携わるとともに、選手としても活動を続け、また多くの後進を指導した。

### 没後
延が2004年に死去した後、大韓民国ゴルフ協会（KGA）及び大韓民国プロゴルフ協会（KPGA）は、「日本オープンゴルフ選手権競技」を主催する日本ゴルフ協会（JGA）に対して1941年度同大会の優勝者氏名を日本式の『延原徳春』から原語表記の『延徳春』に訂正し、国籍も変更するよう申し入れを行い、これを受けたJGAは2025年4月23日付で1941年度優勝者記録について原語表記の『延徳春』と訂正を行い、国籍も大韓民国に変更することを告示した。その後、同年8月12日に大韓民国ソウル市のプレスセンターにて記録訂正告知式並びに1941年当時に使用されていた初代日本オープンゴルフ選手権競技優勝カップを復元した記念杯の贈呈式を実施した。

## 備考
- 日本オープンゴルフ選手権競技で1933年（第2回）から使用された優勝カップ[注釈 6]は、1941年の大会で優勝した延徳春によって京城に持ち帰られた[11]。その後カップは行方不明となっており、戦後に再び競技のため来日するようになった延も、カップについては一切語らなかったという[11][7]。第二次世界大戦中に保全を期して地中に埋めたとも伝えられるが[11]、戦時中の銀器供出の対象とされたのではないか[11]などと言われたが、前述の日本オープンゴルフ選手権競技の記録訂正式に際して中央日報（大韓民国）の記事では『朝鮮戦争の混乱で遺失した』と報じられている[10]。
- 延徳春が使用したゴルフクラブ4点（イギリス製のロングアイアン、ショート、パター、ドライバー）は天安市の独立紀念館に寄贈されており、韓国の登録文化財第500号に登録されている[1][4]。
- 延徳春が韓国で育てたプロ選手の一人が韓長相で、1972年の日本オープンでは韓国人選手として延徳春以来の優勝を果たした[3]。